# Autómata
Autómata is een Spaans-Bulgaarse film uit 2014, geregisseerd door Gabe Ibáñez.

## Verhaal
De film speelt zich af in 2044 in een wereld toekomst waarin het ecosysteem van de aarde op instorten staat, en door de mens gemaakte robots door de stad zwerven om de slinkende populatie te beschermen. Wanneer een robot een belangrijk protocol negeert, wordt verzekeringsagent Jacq Vaucan van ROC Robotics toegewezen om de bron van de manipulatie te lokaliseren en de dreiging te elimineren. Zijn ontdekking blijkt ingrijpende gevolgen te hebben voor de toekomst van de mensheid.

## Rolverdeling
| Acteur                  | Personage     |
| ----------------------- | ------------- |
| Antonio Banderas        | Jacq Vaucan   |
| Dylan McDermott         | Sean Wallace  |
| Melanie Griffith        | Duprè         |
| Birgitte Hjort Sørensen | Rachel Vaucan |
| Robert Forster          | Robert Bold   |
| Tim McInnerny           | Vernon Conway |
| David Ryall             | Dominic Hawk  |
| Javier Bardem           | Blue Robot    |

## Ontvangst

### Recensies
Op Rotten Tomatoes geeft 29% van de 34 recensenten de film een positieve recensie, met een gemiddelde score van 5,25/10. Website Metacritic komt tot een score van 37/100, gebaseerd op 13 recensies, wat staat voor "generally unfavorable reviews" (over het algemeen ongunstige recensies)

### Prijzen en nominaties
De film werd voor 6 prijzen genomineerd. Een selectie:
| Jaar | Evenement                   | Categorie         | Genomineerde       | Resultaat   |
| ---- | --------------------------- | ----------------- | ------------------ | ----------- |
| 2015 | Premios Goya (29ste editie) | Beste camerawerk  | Alejandro Martínez | Genomineerd |
| 2015 | Premios Goya (29ste editie) | Beste artdirector | Patrick Salvador   | Genomineerd |
| 2015 | Premios Goya (29ste editie) | Beste geluid      | Gabriel Gutiérrez  | Genomineerd |
| 2015 | Premios Goya (29ste editie) | Beste kostuums    | Armaveni Stoyanova | Genomineerd |